# درد عشق
درد عشق یا بیماری عشق به رنجی اطلاق می‌شود که می‌تواند باعث ایجاد احساسات منفی در فرد شود درست در زمانی که عمیقاً عاشق شده است، در زمان غیبت یکی از عزیزان یا زمانی که عشق یک‌طرفه و نافرجام است.
اصطلاح «درد عشق» به ندرت در پزشکی و روان‌شناسی مدرن استفاده می‌شود، اگرچه تحقیقات جدیدی در مورد تأثیر دل شکستگی بر بدن و ذهن در حال ظهور است.

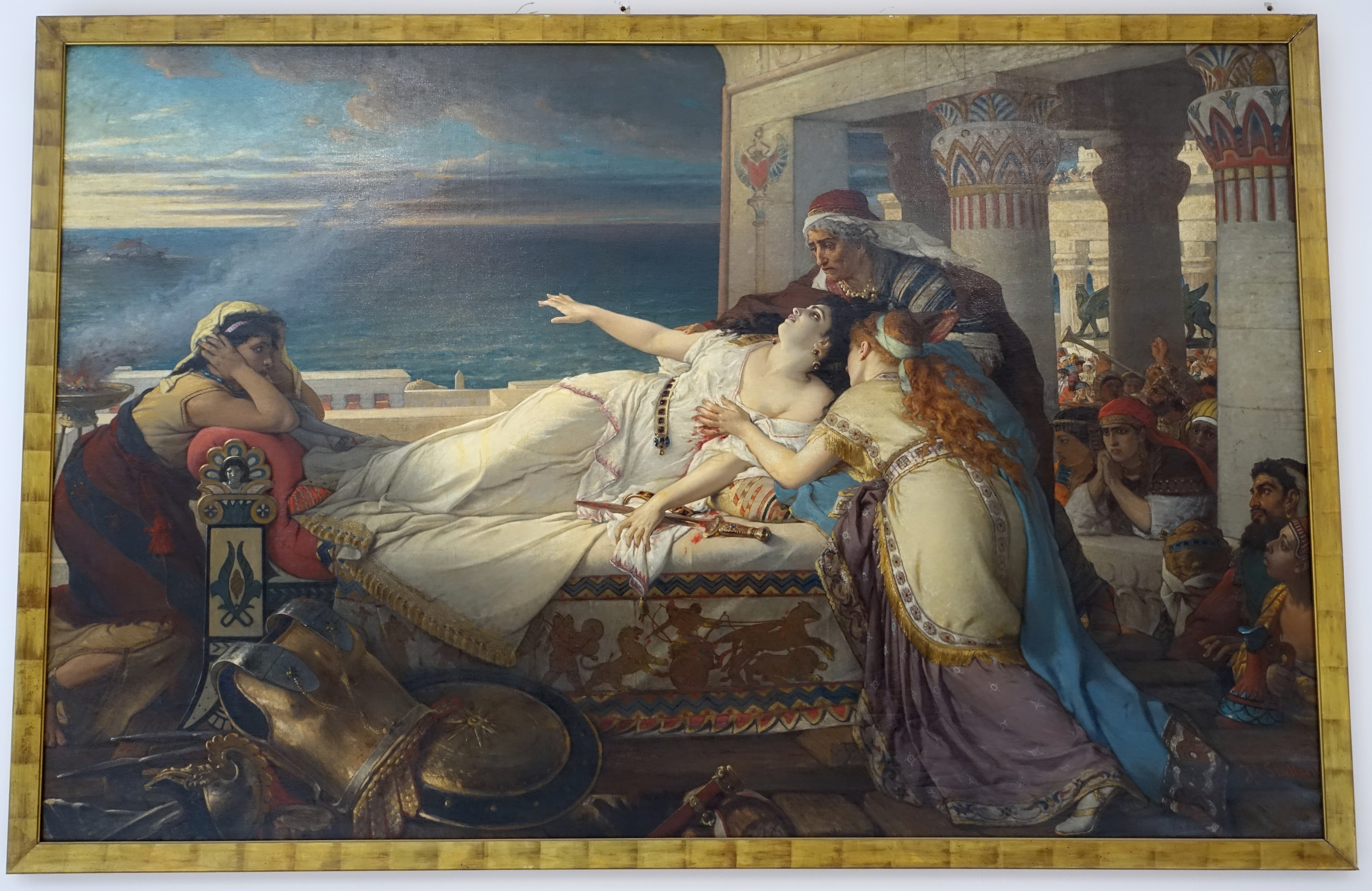
مرگ دیدو اثر جوزف استالارت، ۱۸۷۲، روغن روی بوم - موزه هنر و تاریخ - بروکسل، بلژیک - DSC08548.jpg

## تحقیقات مدرن
در سال ۱۹۱۵، زیگموند فروید با لفاظی پرسید: "آیا منظور ما از "عاشق شدن" نوعی بیماری و دیوانگی نیست، یک توهم، کوری نسبت به اینکه شخص مورد علاقه واقعاً چگونه است؟
یک مطالعه علمی در مورد موضوع بیماری عشق نشان داده است که افراد عاشق نوعی حالت شدید را تجربه می‌کنند که همانند تأثیر استفاده از مواد مخدر غیرقانونی مانند کوکائین است. در مغز، برخی از انتقال‌دهنده‌های عصبی - فنتیل‌آمین، دوپامین، نوراپی‌نفرین و اکسی توسین - با استفاده از دوازده ناحیه مختلف مغز، احساس سرخوشی ناشی از «عشق» یا «عاشق شدن» را برمی‌انگیزند. این انتقال دهنده‌های عصبی احساس آمفتامین‌ها را تقلید می‌کنند.